# Harald Trettenbrein
Harald Trettenbrein (* 17. Oktober 1957 in Wolfsberg) ist ein österreichischer Politiker (FPK früher FPÖ bzw. BZÖ). Er war von 1999 bis 2002 Abgeordneter zum Nationalrat und von 2004 bis 2025 Abgeordneter zum Kärntner Landtag.

## Ausbildung und Beruf
Trettenbrein besuchte von 1964 bis 1972 die Volks- und Hauptschule und absolvierte nach dem Polytechnischen Lehrgang 1972/73 eine Lehrausbildung zum Koch, die er 1977 abschloss. Zwischen 1977 und 1978 leistete Trettenbrein seinen Präsenzdienst ab.
Trettenbrein arbeitete zwischen 1977 und 1978 sowie zwischen 1980 und 1984 im saisonalen Gastgewerbe und war von 1978 bis 1980 im Gastgewerbe selbständig. Zwischen 1984 und 2004 arbeitete er als Facharbeiter bei der Firma PALE SKI & SPORT Gesellschaft m.b.H. und war 18 Jahre Abteilungsleiter sowie 14 Jahre Betriebsrat. Seit März 2005 ist er Angestellter bei der Firma Salextra Handels- und Projektentwicklungs GmbH in Wolfsberg.

## Politik
Trettenbrein war ab 1999 Stadtparteiobmann der FPÖ bzw. des BZÖ, ist jetzt Stadtparteiobmann der Freiheitlichen in Wolfsberg und seit 2000 Kammerrat der Kammer für Arbeiter und Angestellte für Kärnten. 2003 wurde er in den Gemeinderat der Stadt Wolfsberg gewählt, wo er zudem als Fraktionsführer der Freiheitlichen in Wolfsberg fungiert. Er wurde im September 2003 zum stellvertretenden Bezirksparteiobmann in Wolfsberg gewählt. Im Juli 2005 wurde er zudem stellvertretender Vorsitzender des Arbeitnehmerförderungsbeirates.
Trettenbrein folgte Jakob Pistotnig nach dessen Tod im Parlament nach und vertrat die FPÖ zwischen dem 13. September 2001 und dem 19. Dezember 2002 im Nationalrat. Seit 31. März 2004 ist er Abgeordneter zum Kärntner Landtag. Im Zuge der Spaltung der FPÖ wechselte Trettenbrein von 2005 bis 2009 wie der Großteil der Kärntner Abgeordneten zum BZÖ. Bei der Gemeinderatswahl in Wolfsberg am 1. März 2009 kandidierte Trettenbrein auf dem dritten Platz des BZÖ. Nach dem Aufkommen der Hypo-Alpe-Adria-Affäre spaltete sich ein Teil der Kärntner Nationalratsabgeordneten des Bündnisses Zukunft Österreich, nunmehr unter dem Parteinamen Die Freiheitlichen in Kärnten – Freiheitliche Partei Kärntens (FPK), am 16. Dezember 2009 vom BZÖ-Parlamentsklub sowie dessen Partei ab.
Im März 2025 übergab er sein Landtagsmandat an Jürgen Ozwirk.

## Privates
Trettenbrein ist verheiratet und Vater zweier Töchter.
Im Jänner 2018 wurde bekannt, dass Harald Trettenbrein (FPÖ) Ingrid Thurnher, Chefredakteurin des Senders ORF III, 3000 Euro Schadenersatz wegen eines Facebook-Postings bezahlen muss, so ein Urteil in erster Instanz am Landesgericht Klagenfurt.